# PGC 3858488
LEDA/PGC 3858488 ist eine Elliptische Galaxie vom Hubble-Typ E2 im Sternbild Schlange am Nordsternhimmel. Sie ist schätzungsweise 496 Millionen Lichtjahre von der Milchstraße entfernt und hat einen Durchmesser von etwa 115.000 Lichtjahren. Vom Sonnensystem aus entfernt sich das Objekt mit einer errechneten Radialgeschwindigkeit von näherungsweise 11.000 Kilometern pro Sekunde.
Nach Lage der Daten bildet sie gemeinsam mit IC 1167, IC 1168, PGC 1468769, PGC 1470365, PGC 1467964, PGC 1470647, PGC 1471011, PGC 1472692, PGC 1474529, PGC 3858351 und PGC 3858573 eine gravitativ gebundene Galaxiengruppe.

## Galaktisches Umfeld
| Nr. | Galaxie          | Alternativname             | Rek           | Dek           | Distanz/asec |
| --- | ---------------- | -------------------------- | ------------- | ------------- | ------------ |
| →   | LEDA/PGC 3858488 | 2MASX J16033980+1450587    | 16h03m39.780s | +14d50m59.05s | 0            |
| 1   | LEDA/PGC 1467705 | 2MASX J16034312+1448317    | 16h03m43.147s | +14d48m31.88s | 155.09       |
| 2   | LEDA/PGC 1467667 | WISEA J160353.58+144827.4  | 16h03m53.587s | +14d48m27.50s | 251.07       |
| 3   | LEDA/PGC 1470647 | NSA 114509                 | 16h03m45.056s | +14d55m33.01s | 284.62       |
| 4   | IC 1168          | LEDA/PGC 56901             | 16h03m55.691s | +14d54m08.66s | 298.72       |
| 5   | LEDA/PGC 1468769 | NSA 114885                 | 16h04m05.881s | +14d51m05.12s | 378.46       |
| 6   | IC 1167          | LEDA/PGC 56900             | 16h03m52.863s | +14d56m47.19s | 396.44       |
| 7   | LEDA/PGC 3858351 | NSA 114510                 | 16h03m13.519s | +14d53m39.70s | 413.24       |
| 8   | LEDA/PGC 1468360 | 2MASX J16040960+1450083 ID | 16h04m09.631s | +14d50m08.32s | 435.79       |
| 9   | LEDA/PGC 3858573 | NSA 114896                 | 16h03m55.888s | +14d57m24.40s | 450.56       |
| 10  | LEDA/PGC 1467964 | NSA 114888                 | 16h04m15.328s | +14d49m10.51s | 527.91       |
| 11  | LEDA/PGC 1472692 | NSA 114895                 | 16h03m57.157s | +15d00m08.77s | 605.16       |
| 12  | LEDA/PGC 100393  | WISEA J160322.21+150029.4  | 16h03m22.208s | +15d00m29.46s | 624.68       |
| 13  | LEDA/PGC 1466462 | NSA 114904                 | 16h04m19.13s  | +14d45m35.7s  | 656.66       |
| 14  | LEDA/PGC 1471011 | AGC 267946                 | 16h03m00.3s   | +14d56m58s    | 661.15       |
| 15  | LEDA/PGC 1463914 | NSA 114507                 | 16h03m21.661s | +14d39m52.93s | 716.06       |